# Cyperus uncinulatus
Cyperus uncinulatus là loài thực vật có hoa trong họ Cói. Loài này được Schrad. ex Nees mô tả khoa học đầu tiên năm 1842.